# Хто ми такі? Походження людини крізь призму ДНК
Хто ми такі? Походження людини крізь призму ДНК (англ. Who We Are and How We Got Here. Ancient DNA and the New Science of the Human Past)  — книга Девіда Райха, одного з найвидатніших вчених сьогодення, знаного професора генетики Гарвардської медичної школи та провідного світового фахівця, який займається аналізом ДНК стародавніх людей.
Вперше книга опублікована 27 березня 2018 року видавництвом «Pantheon Books». Українською мовою книгу перекладено та опубліковано в 2019 році видавництвом «Наш формат» (перекладач — Анна Марховська).

## Огляд книги
Девід Райх — генетик, який вивчає стародавні людські ДНК, порівнюючи їх структуру та мутації із сучасними генами, щоб виявляти, які популяції мігрували й змішувалися протягом всієї людської передісторії. Наставником Райха був популяційний генетик Лука Каваллі-Сфорца, який в 1960 році вперше склав передісторію людини, взявши за основу археологію та лінгвістику, а також використавши генетичні дані, що вже були в розпорядженні науки на той час.

Вчені та критики високо оцінили книгу за новаторство. Однак Райха все ж критикували за свій стиль написання й відчутні расистські погляди. А проте, книга змінила розуміння людської історії та відкрила очі на багато спірних запитань. Дала поштовх до нових відкриттів у галузі генетики.
«Генетика людства є складною галуззю досліджень, основи якої кожним вченим трактуються по-різному (з власними дефініціями та інтерпретаціями). Розповісти суть науки широкому загалу, а не лише науковому колу читачів, є великою складністю. В принципі, Райх пояснює поняття генетики так само, як це міг би зробити будь-який генетик. Але інші навіть не намагаються. Тому Райху за це честь і хвала», — Джаред Даймонд, «Нью-Йорк Таймс»

## Основний зміст
Численні інноваційні технології дають можливість вченим «витягувати» та аналізувати давню ДНК. Книга Девіда Райха є доказом того, що генетика є не менш важливим засобом розуміння людського минулого, як і археологія, мовознавство чи письмо.
У книзі автор описує відкриття, які були виявлені його групою дослідників та іншими вченими, на основі аналізу й порівняння ДНК стародавніх та сучасних людей з усього світу. Райх дійшов висновку, що майже всі людські популяції є певною сумішшю, що стихійно виникала в результаті безперервних міграцій.

## Переклад українською
- Девід Райх. Хто ми такі? Походження людини крізь призму ДНК / пер. Анна Марховська. - К.: Наш Формат, 2019.  ISBN 978-617-768-274-4.